# Cornuticlava
Cornuticlava là một chi bướm đêm thuộc phân họ Tortricinae của họ Tortricidae.

## Các loài
- Cornuticlava aritrana Common, 1965
- Cornuticlava beccarii (Diakonoff, 1960)
- Cornuticlava chrysoconis (Diakonoff, 1954)
- Cornuticlava cuspidata (Diakonoff, 1954)
- Cornuticlava heijningeni Diakonoff, 1972
- Cornuticlava phanera Common, 1965
- Cornuticlava saliaris (Meyrick, 1928)
- Cornuticlava spectralis (Meyrick, 1912)